# Giải bóng đá vô địch quốc gia Quần đảo Cook 1998–99
Giải bóng đá vô địch quốc gia Quần đảo Cook 1998–99 là mùa giải thứ 25 được ghi nhận của giải đấu bóng đá cao nhất ở Quần đảo Cook, với việc không rõ kết quả ở các mùa giải từ 1951 đến 1969, mùa giải 1986 và cả 1988–1990. Tupapa Maraerenga giành chức vô địch lần thứ 3 được ghi nhận, mặc dù các nguồn khác cho rằng chức vô địch ở mùa giải 1992 và 1993 tương ứng thuộc về Takuvaine và Avatiu.

## Kết quả

### Bảng xếp hạng
Tupapa Maraerenga giành chức vô địch, giải đấu diễn ra theo hình thức vòng tròn một lượt.
| XH | Đội        | Tr | T | H | T | BT | BB | HS | Đ  |
| -- | ---------- | -- | - | - | - | -- | -- | -- | -- |
| 1  | Tupapa (C) | 4  | 3 | 1 | 0 | 11 | 3  | +8 | 10 |
| 2  | Avatiu     | 4  | 3 | 0 | 1 | 13 | 4  | +9 | 9  |
| 3  | Sokattak   | 4  | 1 | 1 | 2 | 4  | 8  | −4 | 4  |
| 4  | Arorangi   | 4  | 1 | 0 | 3 | 4  | 9  | −5 | 3  |
| 5  | Matavera   | 4  | 1 | 0 | 3 | 5  | 14 | −9 | 3  |

Nguồn: 
Quy tắc xếp hạng: 1. Điểm; 2. Hiệu số bàn thắng; 3. Số bàn thắng.
(VĐ) = Vô địch; (XH) = Xuống hạng; (LH) = Lên hạng; (O) = Thắng trận Play-off; (A) = Lọt vào vòng sau. 
Chỉ được áp dụng khi mùa giải chưa kết thúc: 
(Q) = Lọt vào vòng đấu cụ thể của giải đấu đã nêu; (TQ) = Giành vé dự giải đấu, nhưng chưa tới vòng đấu đã nêu.

NB: Hiệu số bàn thắng bại là −1; rất có thể Arorangi có 5–9 hoặc Tupapa 11–2